# The Superior Spider-Man
The Superior Spider-Man – amerykańska seria komiksowa publikowana w formie dwutygodnika przez wydawnictwo Marvel w ramach kolekcji Marvel Now! od stycznia 2013 do sierpnia 2014. Scenariusz napisał Dan Slott, a ilustracje wykonali: Ryan Stegman, Humberto Ramos i Giuseppe Camuncoli. W latach 2015–2017 serię opublikowało po polsku wydawnictwo Egmont Polska.

## Fabuła
Seria podejmuje wątki z trzech numerów miesięcznika The Amazing Spider-Man (#698–700) i rozpoczyna nowy rozdział w życiu Petera Parkera/Spider-Mana. Otto Octavius, wieloletni wróg Spider-Mana, przejmuje jego ciało, a samemu Peterowi pozwala umrzeć w swoim ciele. Octavius postanawia zostać lepszym człowiekiem i jeszcze lepszym Spider-Manem niż Peter (stąd tytuł serii: superior znaczy po angielsku „lepszy”). Jednak w ciele Petera pozostały jego wspomnienia, powodując w Octaviusie sprzeczne emocje, wywołując wewnętrzną walkę między naturą złoczyńcy i superbohatera, i wpływając na jego decyzje.

## Tomy
W Polsce seria ukazała się w formie wydań zbiorczych, gromadzących po kilka zeszytów amerykańskiego dwutygodnika. Tytułem The Superior Spider-Man objęto też trzy ostatnie, niewydane wcześniej w Polsce numery The Amazing Spider-Man, będące prologiem historii Octaviusa w ciele Petera Parkera.
| Tom | Tytuł i rok wydania polskiego    | Tytuł i rok wydania oryginalnego | Zeszyty zebrane w tomie                   |
| --- | -------------------------------- | -------------------------------- | ----------------------------------------- |
| 1   | Ostatnie życzenie (2015)         | Dying Wish (2012)                | The Amazing Spider-Man #698–700           |
| 2   | Mój własny najgorszy wróg (2015) | My Own Worst Enemy (2013)        | The Superior Spider-Man #1–5              |
| 3   | Kłopoty z głową (2016)           | A Troubled Mind (2013)           | The Superior Spider-Man #6–10             |
| 4   | Nie ma ucieczki (2016)           | No Escape (2013)                 | The Superior Spider-Man #11–16            |
| 5   | Zło konieczne (2016)             | Necessary Evil (2014)            | The Superior Spider-Man #17–21            |
| 6   | Superior Venom (2017)            | The Superior Venom (2014)        | The Superior Spider-Man #22–26, Annual #1 |
| 7   | Lud Goblinów (2017)              | Goblin Nation (2014)             | The Superior Spider-Man #27–31, Annual #2 |